# 和泉市立総合医療センター
和泉市立総合医療センター（いずみしりつそうごういりょうセンター）は、大阪府和泉市にある医療機関である。医療法人徳洲会が指定管理者として運営している。大阪府がん診療拠点病院でもある。

## 沿革
- 1963年（昭和38年）4月 - 公立和泉病院（現・泉大津市立病院）分院として府中町に開院。
- 1972年（昭和47年）4月 - 和泉市立病院に改称。
- 1977年（昭和52年）12月 - 新館が竣工。
- 1979年（昭和54年）5月 - 総合病院の認可を受ける。
- 2004年（平成16年）3月 - 南館を増築。
- 2014年（平成26年）4月 - 医療法人徳洲会が指定管理者となる。
- 2018年（平成30年）
  - 4月 - 和気町に新築移転され、和泉市立総合医療センターに改称[5]。大阪市立大学や近畿大学の協力のもと、医師数は54人から82名へ増員、診療科は16科から32科へ倍増された。また救急医療についても365日24時間体制が構築された[6]。
  - 6月 - 総務省・地方公営企業の抜本的な改革等に係る先進・優良事例に選定[7]。
  - 12月 - おおさか環境にやさしい建築賞を受賞[8]。

## 診療科
- 総合内科
- 循環器内科
- 呼吸器内科
- 消化器内科(肝臓)
- 消化器内科(内視鏡)
- 神経内科
- 外科
- 呼吸器外科
- 整形外科
- 形成外科
- 歯科口腔外科
- 小児科
- 放射線科
- 眼科
- 脳神経外科
- 泌尿器科
- 耳鼻咽喉科
- 皮膚科
- 腫瘍内科
- 婦人科
- 精神科
- リウマチ内科
- 血液内科
- 内分泌・糖尿病内科
- 乳腺外科
- 麻酔科

## 交通アクセス
- JR阪和線和泉府中駅から南海バスで約5分。
- 南海泉北線和泉中央駅から南海バスで約11分。